# 5299 Bittesini
Az 5299 Bittesini (ideiglenes jelöléssel 1969 LB) a Naprendszer kisbolygóövében található aszteroida. Cesco, C. U. fedezte fel 1969. június 8-án.